# Полярный геофизический институт
Полярный геофизический институт (ПГИ) — научно-исследовательский институт Российской академии наук в Мурманской области.
Организатор и первый директор института с 1960 по 1976 год — Исаев Сергей Иванович.
Начиная с 1989 года не входит в состав Кольского научного центра РАН, ныне ФИЦ КНЦ РАН, являясь самообеспеченной, отдельно функционирующей организацией. Финансирование осуществляется за счет бюджетных средств, а также хозяйственных договоров и грантов. Начиная с 2017 года успешно выполняет Майские указы и планы по переводу сотрудников на эффективные контракты, мотивируя тем самым научную деятельность. Создан в 1960 году на базе нескольких научных станций, проводивших геофизические изыскания на Кольском полуострове. Основные задачи института заключаются в передовых исследованиях земного магнетизма, верхней полярной атмосферы, космических лучей, полярных сияний, распространения радиоволн.
В Апатитах располагается 10 лабораторий института, в Мурманске располагается 2 лаборатории. Обсерватории: Ловозеро (село), Лопарская (станция), Баренцбург (архипелаг Шпицберген). Полигоны: Апатиты, Верхнетуломский, Туманный.